# Ashes to Ashes (Anna Bergendahl)
Ashes to Ashes è un singolo della cantante svedese Anna Bergendahl, pubblicato il 2 febbraio 2019 su etichetta discografica Warner Music Sweden. Il brano è stato scritto dalla stessa interprete insieme a Thomas G:son, Bobby Ljunggren ed Erik Bernholm.
Con Ashes to Ashes Anna Bergendahl ha partecipato a Melodifestivalen 2019, il processo di selezione per la ricerca del rappresentante eurovisivo svedese, conquistando il 10º posto su 12 partecipanti nella finale del 9 marzo.

## Tracce
Download digitale
1. Ashes to Ashes – 3:00

## Classifiche
| Classifica (2019) | Posizione massima |
| ----------------- | ----------------- |
| Svezia            | 12                |